# Forhandling
Forhandling er en situation hvor to eller flere parter, forsøger at nå til enighed, via udveksling af synspunkter. Hvad denne enighed omhandler, kan eksempelvis være prisen på en vare, eller betingelserne i en kontrakt eller traktat.